# Coppa del Mondo juniores di slittino 1991
La Coppa del Mondo juniores di slittino 1990/91 è stata la terza edizione della manifestazione organizzata dalla Federazione Internazionale Slittino.
L'appuntamento clou della stagione sono stati i campionati mondiali juniores 1991 disputatisi a Schönau am Königssee, in Germania, sulla pista omonima, competizione non valida ai fini della Coppa del Mondo.

## Classifiche

### Singolo uomini
| Pos. | Nome            | Nazione  |
| ---- | --------------- | -------- |
| 1    | Ralf Kutzner    | Germania |
| 2    | Steffen Skel    | Germania |
| 3    | Christian Pfnür | Germania |

### Singolo donne
| Pos. | Nome                 | Nazione  |
| ---- | -------------------- | -------- |
| 1    | Barbara Niedernhuber | Germania |
| 2    | Angelika Wiedemann   | Germania |
| 3    | Jean Roos            | Germania |

### Doppio
| Pos. | Nome                        | Nazione  |
| ---- | --------------------------- | -------- |
| 1    | Jens Tauscher René Hohner   | Germania |
| 2    | Steffen Skel Steffen Wöller | Germania |
| 3    | Mike Paulin Markus Lindner  | Germania |